# Saint-Alyre-d'Arlanc
Saint-Alyre-d'Arlanc é uma comuna francesa na região administrativa de Auvérnia-Ródano-Alpes, no departamento Puy-de-Dôme. Estende-se por uma área de 24,33 km². Em 2010 a comuna tinha 164 habitantes (densidade: 6,7 hab./km²).